# Allen in Movieland
Allen in Movieland es una película de comedia y musical de 1955, dirigida por Dick McDonough, escrita por Don McGuire, a cargo de la producción estuvo Jack Rayel y el elenco está compuesto por Steve Allen, Keith Andes, Jeff Chandler y Buck Clayton, entre otros. El filme fue realizado por Oldsmobile, se estrenó el 2 de julio de 1955.

## Sinopsis
La televisión va a Hollywood en el momento que Steve Allen se presenta en Universal-International para prepararse para su siguiente rol protagónico en The Benny Goodman Story.